# La Cadière-et-Cambo
La Cadière-et-Cambo è un comune francese di 207 abitanti situato nel dipartimento del Gard, nella regione dell'Occitania.

## Società

### Evoluzione demografica
Abitanti censiti